# 屠殺された牛
『屠殺された牛』（とさつされたうし、仏: Le Boeuf écorché、英: Slaughtered Ox）、または『皮を剥がれた牛』（かわをはがれたうし、英: Flayed Ox）は、17世紀オランダ黄金時代の巨匠レンブラント・ファン・レインが1655年にブナ板上に油彩で制作した静物画である。1857年以来、パリのルーヴル美術館に所蔵されている。作品は19世紀以来、レンブラントの最も独創的な傑作と見なされ、数多くの画家たちに霊感を与え続けてきた。
なお、本作に類似した作品がグラスゴーのケルビングローブ美術館・博物館に所蔵されているが、おそらくレンブラント自身の手で制作されたものではなく、たぶん弟子の1人であるカレル・ファブリティウスの作品である。 レンブラント、または彼の周辺の画家の類似した作品がブダペストとフィラデルフィアにも所蔵されている。

## 主題

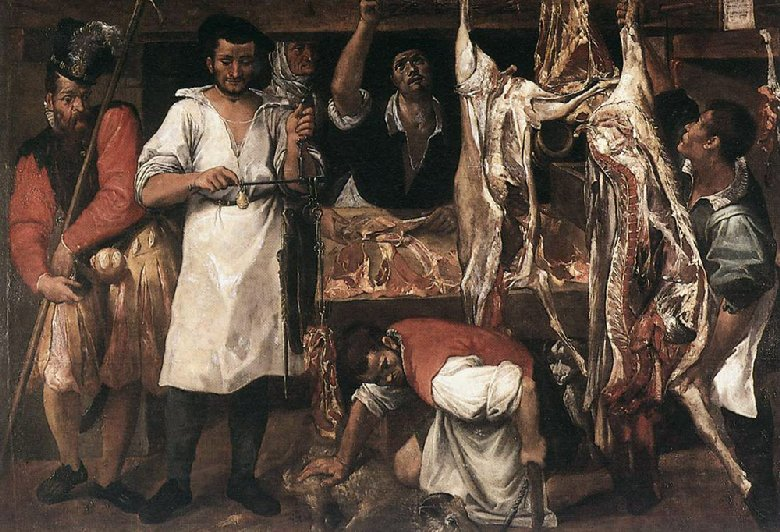
アンニーバレ・カラッチ『肉屋の店』（1583年頃） クライストチャーチ絵画館 （オックスフォード）

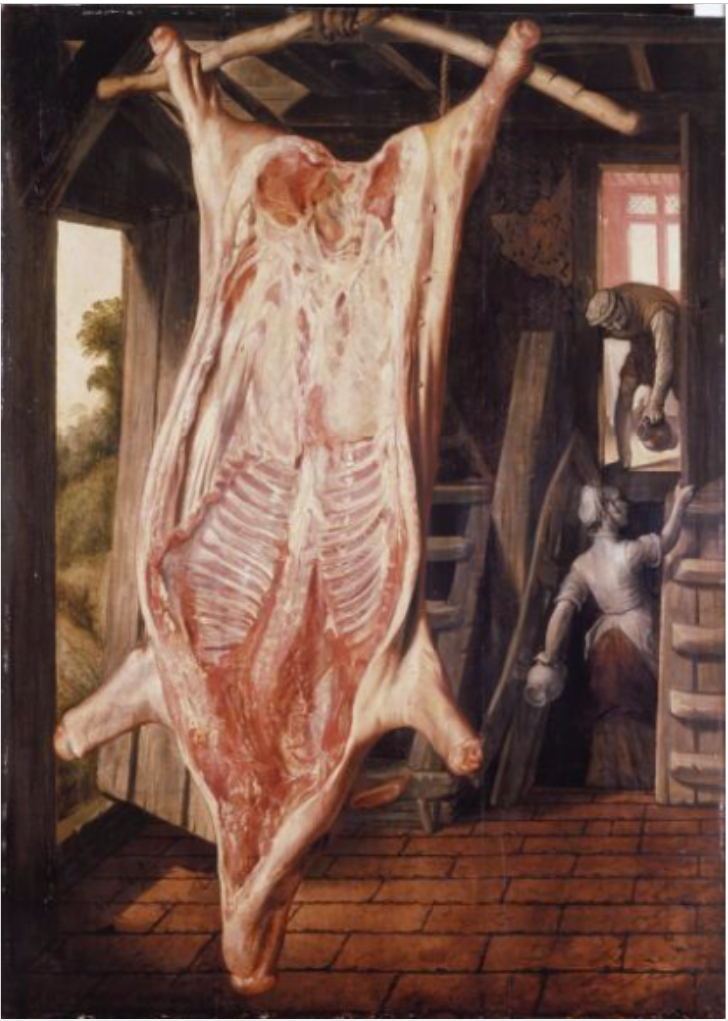
ヨアヒム・ブーケラール『屠殺された豚』 (1563年)』ヴァルラフ＝リヒャルツ美術館 (ケルン)

本作は屠殺を表す絵画の伝統に連なるもので、そうした絵画としては、ピーテル・アールツェンの『施しを与える聖家族のいる肉の屋台』 (1551年) 、アンニーバレ・カラッチの『肉屋の店』 (1583年頃)、そして、おそらく本作にとりわけ類似しているヨアヒム・ブーケラールの『屠殺された豚』 (1563年) などがある。しかし、これだけ正面切って肉の塊を取り扱い、それに妖しいまでの魅力を与えることのできた画家は、レンブラント以外にはいない。
レンブラントは、1635年頃に類似した素描を制作している。1655年以前のもう1点の屠殺された牛の絵画  (エジンバラにある作品で、以前はレンブラントに帰属された板が、現在はレンブラント周辺の画家に帰属されている）は、レンブラント自身による、本作より以前の失われた絵画におそらく啓発されたものであろう。北ヨーロッパにおいては、家畜用の飼料を得ることが困難であった冬の前の11月は伝統的に家畜を屠殺する時期であった。

## 作品
作品は、縦95.5センチ、横68.8センチであり、「Rembrandt f. 1655」と署名と年記がある。木造の建物 (おそらく、家畜小屋、または差し掛け小屋) の中に吊るされている屠殺された牛の屍を表している。屍は、その2本の後ろ脚により吊るされ、後ろ脚はロープで横木に結ばれている。牛は頭部を切断されており、皮を剥がれ、毛を抜かれている。胸部は広く開けられ、内臓は取り除かれており、肉、脂肪、粘膜、関節、骨、肋骨の塊などが露わになっている。屍は慎重に彩色され、インパスト (厚塗り) で質感が表現されている。背景には、半分開いた扉の後ろから女性が姿を現わしており、その結果、絵画は静物画から日常生活の1場面である風俗画に変貌している。本作は、しばしば「ヴァニタス」、または「メメント・モリ」の作品であると見なされている。批評家の中には、「放蕩息子のたとえ話」の中に登場する太った仔牛の屠殺に言及する人もいれば、直接、「キリストの磔刑」に言及する人もいる。実際、この肉塊は十字架上のイエス・キリストを想起させるほどの崇高さを持っている。
本作は、1661年に、おそらくクリストフェル・ヒルスフフォーゲル (Christoffel Hirschvogel) に所有されていた。1781年には、アムステルダムのピーテル・ロケット (Pieter Locquet) のコレクションにあったことがジョシュア・レノルズによって目撃されている。後に、ルイ・ヴィアルド (Louis Viardot) に所有され、ヴィアルドは1857年に5,000フランでルーヴル美術館に売却した。
作品に見られる筋肉の描写は、オノレ・ドーミエ、ウジェーヌ・ドラクロワ、シャイム・スーティン、フランシス・ベーコンなど数多くの画家たちを啓発してきた。ドラクロワは本作を模写した作品 (ルーヴル美術館) を残しているが、『いつの日か、われわれは、レンブラントがラファエロよりもはるかに偉大な画家であることに気づくであろう」と述べている。ベーコンの『肉とともにいる人物』 は、ベラスケスの『インノケンティウス10世の肖像』 (ドーリア・パンフィーリ美術館)  のような人物を描く一方、レンブラントの本作にある牛の屍を幽霊のように反映させている。

## 関連作品

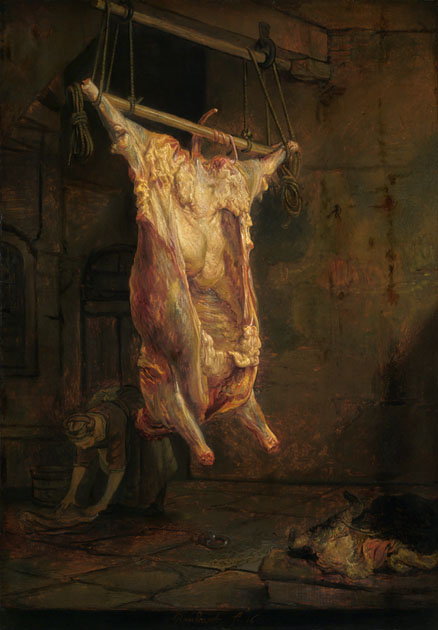
グラスゴーにある類似作。1640年頃。おそらくレンブラントの追随者による。
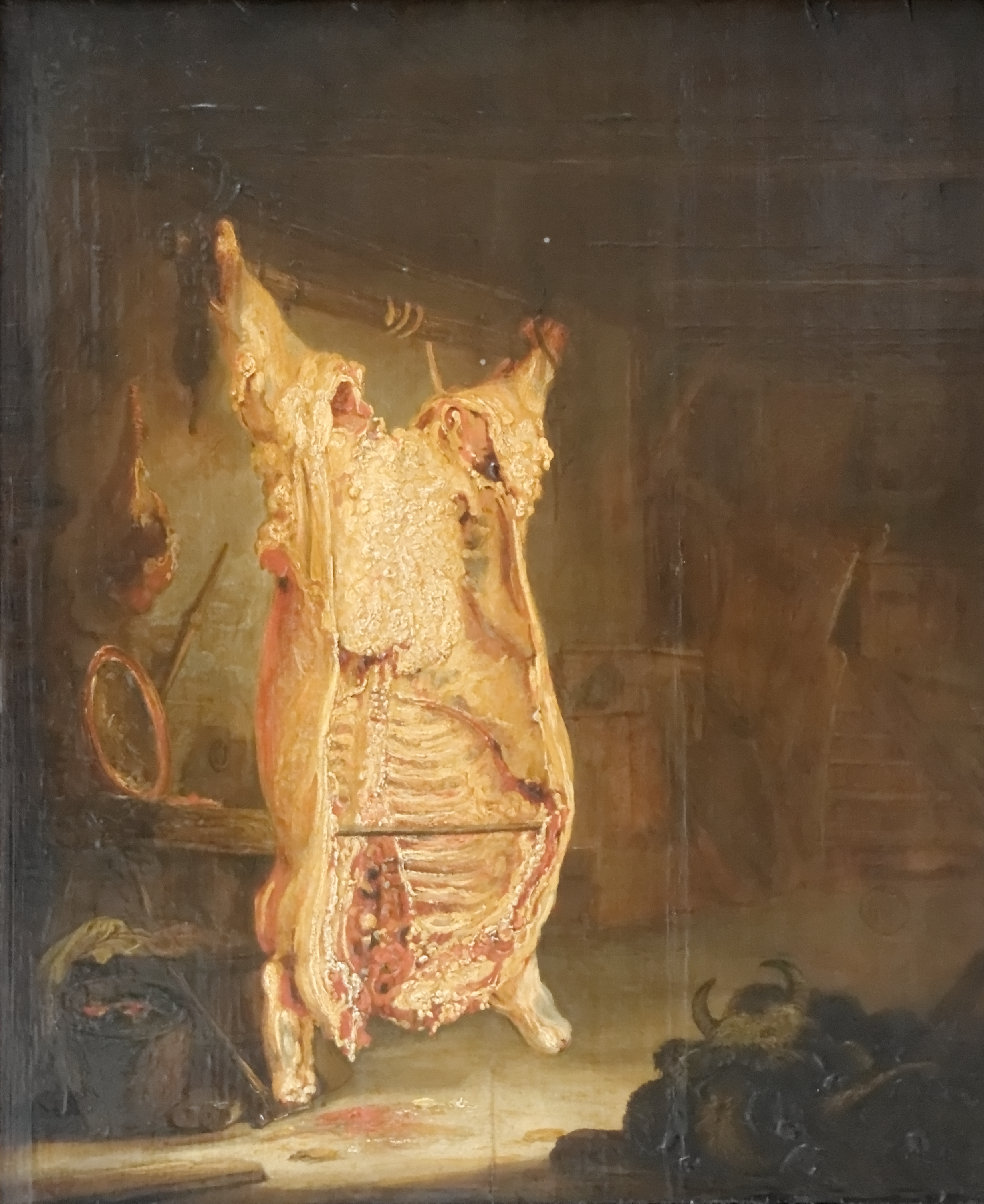
ブダペストにある類似作。1639年。おそらくレンブラントの追随者による。
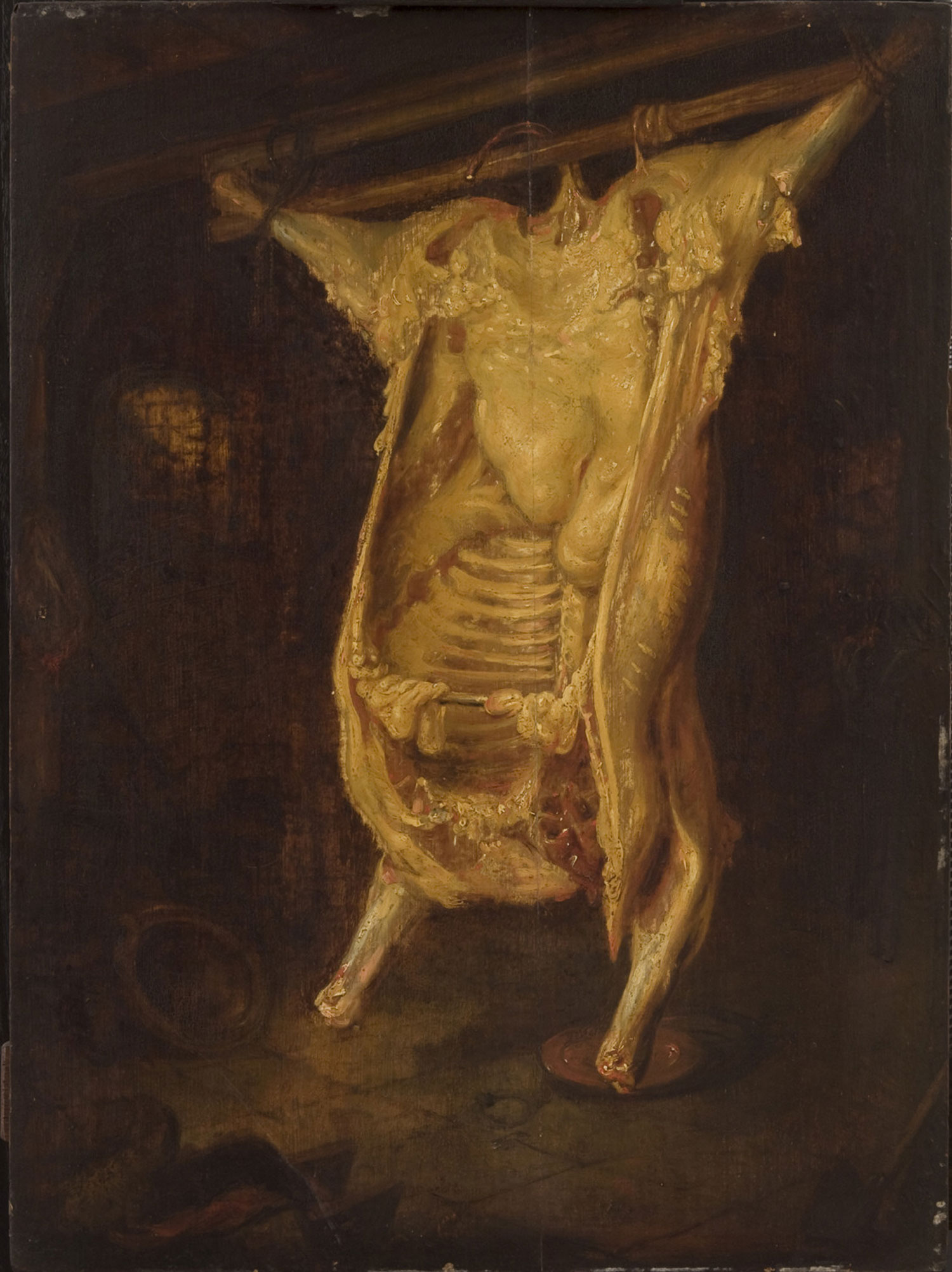
フィラデルフィアにある類似作。1640年代。おそらくレンブラントの追随者による。
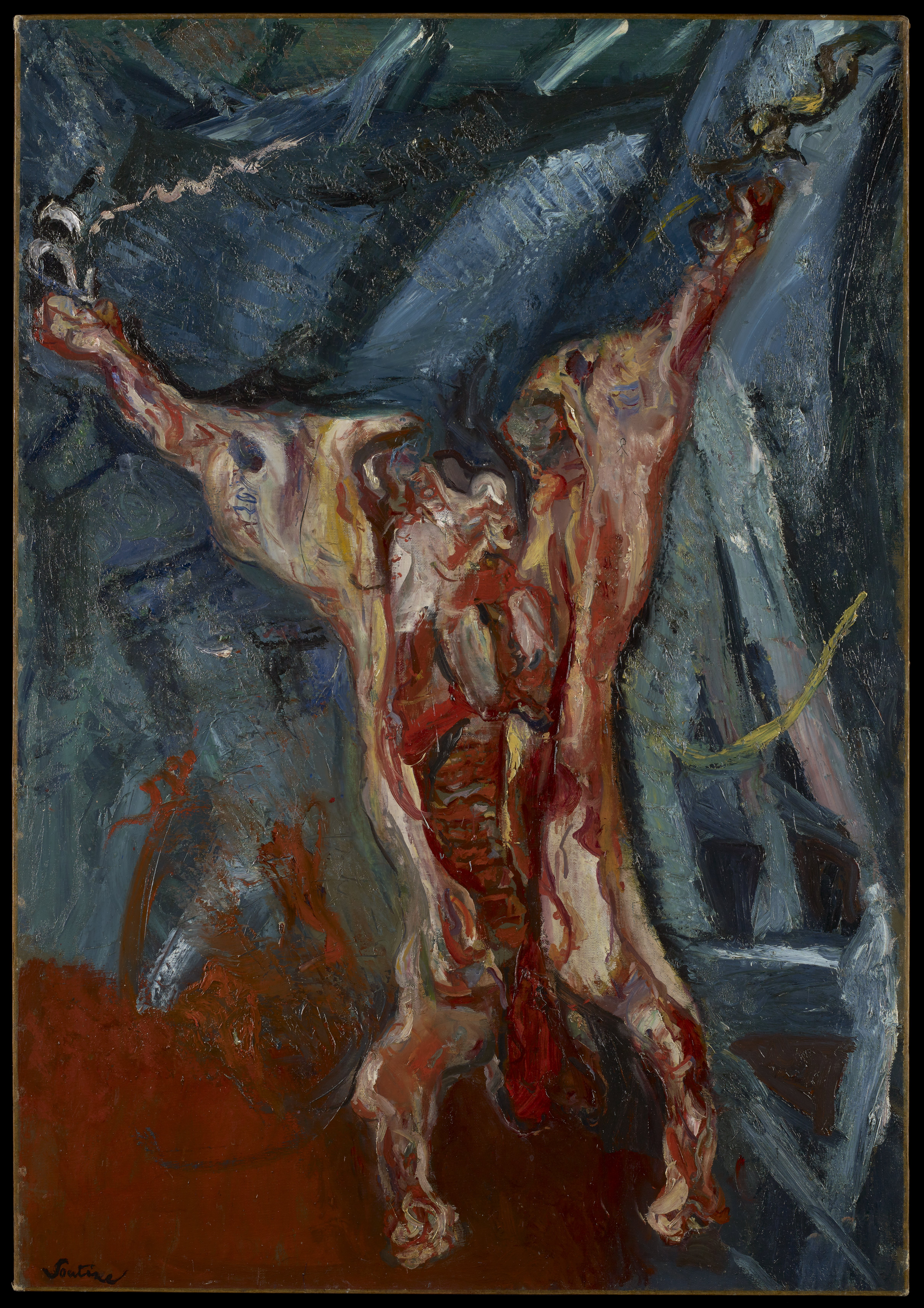
シャイム・スーティン『牛の屍』。1925年。